# مورغان جريفين
مورغان جريفين (بالإنجليزية: Morgan Griffin)‏ (4 يونيو 1992) ممثلة أسترالية ولدت في أستراليا وبدات مسيرتها المهنة عام 2006.

## روابط خارجية
- مورغان جريفين على موقع IMDb (الإنجليزية)
- مورغان جريفين على موقع ألو سيني (الفرنسية)
- مورغان جريفين على موقع أول موفي (الإنجليزية)
- مورغان جريفين على موقع قاعدة بيانات الفيلم (الإنجليزية)
- مورغان جريفين على موقع كينوبويسك (الروسية)